# Into the Dead
Into the Dead — мобильная игра в жанре бесконечного раннера, разработанная и выпущенная студией PikPok 6 декабря 2012 года для платформ iOS, Android и Windows Phone.
В 2019 году вышло продолжение Into the Dead 2 для Android, iOS и Nintendo Switch.

## Игровой процесс
Персонаж бежит по территории, заполненной зомби. Игрок не может остановить персонажа, но может передвигаться влево и вправо, избегая противников и подбирая оружие. Цель игрока — пробежать как можно дальше.

## Критика
| Сводный рейтинг | Сводный рейтинг |
| Агрегатор       | Оценка          |
| --------------- | --------------- |
| GameRankings    | 82,38 %         |

Скотт Николс из Digital Spy оценил игру на максимальный балл, отметив: «Into the Dead — это одно из лучших применений вида от первого лица на iOS и абсолютно фантастический бесконечный раннер для мобильных устройств». Майк Роуз в Gamezebo поставил оценку 90/100, заявив: «благодаря онлайн-таблице рекордов и достижениям, на которые у нас, без сомнения, уйдут недели попыток, а также анонсированным дополнительным игровым режимам, Into the Dead обязательна к приобретению на мобильных устройствах, особенно если тематика зомби вас привлекает».